# Les Breuleux
Les Breuleux es una comuna suiza situada en el distrito de Franches-Montagnes, en el cantón del Jura. Tiene una población estimada, a fines de 2022, de 1611 habitantes.
El 1 de enero de 2023 la comuna de La Chaux-des-Breuleux se fusionó con Les Breuleux.
A fines de 2022, la antigua comuna de Les Breuleux tenía una población de 1524 habitantes, mientras que la antigua comuna de La Chaux-des-Breuleux tenía una población de 87 habitantes.